# Sobór Opieki Matki Bożej w Chmielnickim
Sobór Opieki Matki Bożej – prawosławny sobór w Chmielnickim, katedra eparchii chmielnickiej Kościoła Prawosławnego Ukrainy.
W 1824 na miejscu współcześnie istniejącego (początek XXI w.) soboru funkcjonował chrześcijański cmentarz, na terenie którego wzniesiona została niewielka cerkiew Opieki Matki Bożej. Cerkiew ta, chociaż straciła na znaczeniu po zamknięciu nekropolii w latach 70. XIX wieku, przetrwała do 1938, gdy została rozebrana z powodu złego stanu technicznego.
Odbudowę cerkwi Opieki Matki Bożej podjęto w okresie pieriestrojki. Zamiast niewielkiej świątyni cmentarnej wzniesiono jednak obszerny sobór. Jego poświęcenie miało miejsce 14 stycznia 1992; obrzędu dokonali biskupi chmielnicki i kamieniecko-podolski Nifont, czernowiecki i bukowiński Onufry, tarnopolski Sergiusz. Sobór należał wówczas do Ukraińskiego Kościoła Prawosławnego Patriarchatu Moskiewskiego. W kwietniu 2023 r. świątynia przeszła w jurysdykcję Kościoła Prawosławnego Ukrainy.